# Пеллетный котёл

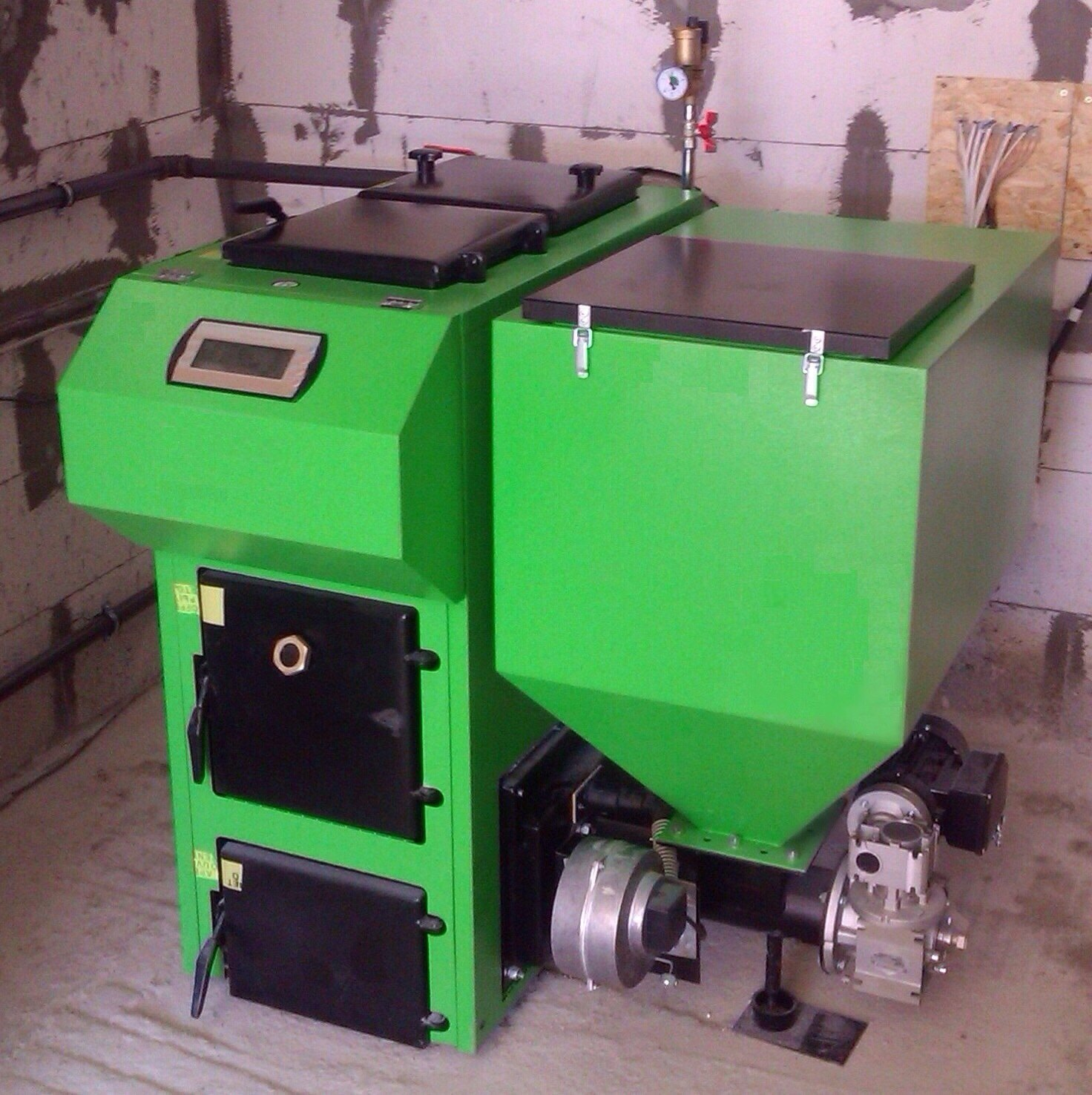
Бытовой пеллетный котел с горелкой ретортного типа

Гранульный (пеллетный) котёл (англ. Wood pellet boiler, Pellet stove) — отопительный котёл, в качестве топлива в котором используются древесные топливные гранулы (пеллеты), спрессованные на специальном прессе (грануляторе) из древесных стружек, древесных опилок и прочих остатков от деревообрабатывающей промышленности.

## Характерные особенности гранульного котла
Камера сгорания этих котлов относительно небольшая, так как основной теплосъём происходит в хорошо развитой многоходовой конвективной части котла (до 70 %). В результате такой конструкции пеллетного котла температура уходящих газов составляет всего 100—200 °C. Котёл оборудован специальной гранульной горелкой объёмного типа, которая обеспечивает более высокий КПД работы котла при сгорании гранул, чем у других категорий твердотопливных котлов, и сравнима по эффективности с котлами на природном газе.
Пеллетные котлы — вид отопительного оборудования, быстро ставший популярным в Европе благодаря его преимуществам: независимости от центральных источников и, следовательно, тарифных ставок, экологической чистоте, максимальной автоматизации и безусловной экономичности..
Немаловажным фактором спроса на эти котлы является «срок жизни» котла, который для пеллетных котлов составляет 25 лет и более.
Пеллетные котлы имеют КПД — 91-95 %. Высокий КПД котельной установки достигается за счет:
- Применения конструктивных особенностей теплообменника котла, позволяющих сделать процесс тепломассообмена газо-воздушной смеси максимально эффективным.
- Горелки, эффективно сжигающей топливо, за счет применения эффективных алгоритмов подачи топлива и воздуха, регулирующих процесс горения, а также конструктивных особенностей горелок на гранулах (вставки регулирующие длину и форму пламени, например);
- Продвинутых электронных компонентов котельной установки.

Европейская норма DIN EN303:5-2012 определяет класс котла в зависимости от эффективности во всем мощностном диапазоне работы, например самый высокий 5 класс котла присваивается в том случае, если КПД во всем диапазоне работы не менее 89 %. В совокупности с достаточно низкой стоимостью топлива, отсутствием затрат на обслуживающий персонал и т. д. это делает данный вид отопления максимально экономичным в течение всего срока службы дома, уровень затрат на отопление пеллетным способом намного ниже стоимости отопления многими другими видами топлива. 1 кВт.час тепловой энергии, при эффективности котла 92 % — 95 %, стоит в среднем 1,4-1,8 ₽ по состоянию цен на пеллеты в 2015 г.
Котлы на пеллетах могут иметь высокий уровень автоматизации и обеспечивают программирование режимов работы и поддержание заданной температуры. Подача топлива из бункера также осуществляется автоматически, по мере необходимости, благодаря чему котел может работать без участия человека, пока есть пеллеты в оперативном бункере. При соблюдении современных норм энергоэффективного строительства к проектированию и монтажу котельной на пеллетах, заправка стандартного бункера будет требоваться в среднем раз в 3 — 4 недели. Также к современным котлам на пеллетах может подключаться GSM/internet-модуль, благодаря которому управлять и следить за работой котельной можно со своего мобильного телефона, планшета или компьютера.
Мощность гранульных котлов, устанавливаемых не только в коттеджах, но и на крупных производственных объектах, составляет от 10 кВт до 2 МВт. Требуемая мощность котельной установки работающей на гранулах определятся, как и для других видов топлива, расчетом теплового баланса проектируемого здания. Для котельных малой мощности, монтируемые как правило, в частных домохозяйствах существуют эмпирически выведенные формулы, для укрупненного определения требуемой мощности котельной установки, которые учитывают утеплено ли здание, общую отапливаемую площадь или объём, коэффициент остекления, наличие мостиков холода, инфильтрации наружного воздуха и т. д.
Предлагаемые некоторыми немногочисленными европейскими производителями пеллетные котлы большой мощности (более 2 МВт) могут иметь агрегаты для специальной кратной предподготовки в процессе сжигания пеллет.
Некоторые модели котлов могут быть оснащены дополнительным контуром ГВС (горячего водоснабжения). Котёл на пеллетах, как и любой другой твердотопливный котёл, требует стандартного обслуживания, однако чистка золы осуществляется, как правило, 1-2 раза в месяц.
Котельные установки на древесных гранулах гарантируют полную взрыво- и пожаробезопасность за счет применения электронных систем контроля состояния горелки и интегрированных систем водяного пожаротушения. (С котлами поставляются сертификаты безопасности конкретных производителей)

## Модификация твердотопливных котлов для использования пеллет
Пеллетные котлы различают по типам горелки. Она может быть факельного или ретортного типа. Факельная пеллетная горелка, как правило монтируется в дверцу котла и при необходимости легко может быть заменена на любой другой тип факельной горелки. Горелка ретортного типа разрабатывается под определенную модель котла и теплообменник, монтируется в торцевую стенку котла. Под пеллеты можно модифицировать и обычные универсальные твердотопливные котлы, подключив к нему пеллетную горелку. При этом эффективность модернизированного твердотопливного котла значительно повышается. Реальный КПД таких систем будет зависеть от КПД используемого теплообменника, КПД горелки, степени автоматизации процесса сжигания пеллет, например: наличия газоанализаторов, лямбда-зонда, погодозависимой автоматики, регулирующей температуру подающий воды в распределительный коллектор, наличия автоматической системы очистки горелки или теплообменника..